# José Manuel Moreno Periñán
José Manuel Moreno Periñán (Amsterdam, Països Baixos 1969) és un ciclista espanyol, ja retirat, guanyador d'una medalla olímpica d'or.

## Biografia
Va néixer el 7 de maig de 1969 a la ciutat d'Amsterdam, capital dels Països Baixos, fill d'emmigrants espanyols. Als nou anys s'establí amb la seva família a la ciutat de Chiclana de la Frontera (Cadis, Andalusia).

## Carrera esportiva
Especialista en la modalitat del ciclisme en pista, va participar als 19 anys en els Jocs Olímpics d'Estiu de 1988 celebrats a Seül (Corea del Sud), on fou eliminat en la primera repesca en la prova de velocitat individual. En els Jocs Olímpics d'Estiu de 1992 celebrats a Barcelona (Catalunya) aconseguí guanyar la medalla d'or en la prova del quilòmetre contrarellotge, aconseguint la primera medalla per a la selecció espanyola en els Jocs i establint un nou rècord olímpic amb un temps d'1:03.342 segons. En aquests mateixos Jocs participà en la prova de velocitat individual, on finalitzà vuitè i guanyà així un diploma olímpic. En els Jocs Olímpics d'Estiu de 1996 realitzats a Atlanta (Estats Units) no tingué èxit i fou eliminat a vuitens de final de la prova de velocitat individual.
Al llarg de la seva carrera aconseguí guanyar una medalla en el Campionat del Món de ciclisme en pista i dues medalles en els Jocs del Mediterrani.

## Palmarès
- 1988
  -  Campió d'Espanya de Velocitat
  -  Campió d'Espanya de Kilòmetre contrarellotge
- 1989
  -  Campió d'Espanya de Velocitat
  -  Campió d'Espanya de Kilòmetre contrarellotge
- 1990
  -  Campió d'Espanya de Velocitat
  -  Campió d'Espanya de Kilòmetre contrarellotge
- 1991
  -  Campió del món de Quilòmetre
  - Medalla d'or als Jocs del Mediterrani en Quilòmetre
  - Medalla d'or als Jocs del Mediterrani en Velocitat
  -  Campió d'Espanya de Velocitat
  -  Campió d'Espanya de Kilòmetre contrarellotge
- 1992
  -  Medalla d'or als Jocs Olímpics de Barcelona en Quilòmetre
- 1993
  -  Campió d'Espanya de Velocitat
  -  Campió d'Espanya de Kilòmetre contrarellotge
- 1995
  -  Campió d'Espanya de Velocitat per equips
  -  Campió d'Espanya de Kilòmetre contrarellotge
- 1998
  -  Campió d'Espanya de Velocitat
  -  Campió d'Espanya de Velocitat per equips

### Resultats a laCopa del Món
- 1996
  - 1r a Cali, en Quilòmetre